# Pakistanische Cricket-Nationalmannschaft in den West Indies in der Saison 1987/88
Die Tour der pakistanischen Cricket-Nationalmannschaft auf die West Indies in der Saison 1987/88 fand vom 12. März bis zum 27. April 1988 statt. Die internationale Cricket-Tour war Bestandteil der Internationalen Cricket-Saison 1987/88 und umfasste drei Tests und fünf ODIs. Die West Indies gewannen die ODI-Serie 5–0, während die Test-Serie 0–0 unentschieden endete.

## Vorgeschichte
Die West Indies spielten zuvor eine Tour in Indien, Pakistan eine Tour gegen England
Das letzte Aufeinandertreffen der beiden Mannschaften fand in der Saison 1986/87 in Pakistan statt.

## Stadien
Die folgenden Stadien wurden für die Tour als Austragungsort vorgesehen.
| Stadt         | Land                | Stadion                   | Kapazität | Spiele               |
| ------------- | ------------------- | ------------------------- | --------- | -------------------- |
| Bridgetown    | Barbados            | Kensington Oval           | 11.000    | 3. Test              |
| Georgetown    | Guyana              | Bourda Cricket Ground     | 25.000    | 1. Test; 5. ODI      |
| Kingston      | Jamaika             | Sabina Park               | 20.000    | 1. ODI               |
| Port of Spain | Trinidad und Tobago | Queen’s Park Oval         | 25.000    | 2. Test; 3. & 4. ODI |
| St. John’s    | Antigua und Barbuda | Antigua Recreation Ground | 12.000    | 2. ODI               |

## Kaderlisten
Die folgenden Kader wurden von den Mannschaften benannt.
| Test | Test | ODI | ODI |
| West Indies | Pakistan | West Indies | Pakistan |
| --- | --- | --- | --- |
| - Curtly Ambrose - Kenny Benjamin - Jeff Dujon - Gordon Greenidge - Desmond Haynes - Carl Hooper - Gus Logie - Malcolm Marshall - Patrick Patterson - Viv Richards - Richie Richardson - Phil Simmons - Courtney Walsh | - Aamer Malik - Abdul Razzaq - Ijaz Ahmed - Ijaz Faqih - Imran Khan - Javed Miandad - Mudassar Nazar - Rameez Raja - Saleem Yousuf - Saleem Malik - Saleem Jaffar - Shoaib Mohammad - Wasim Akram | - Curtly Ambrose - Kenny Benjamin - Carlisle Best - Jeff Dujon - Tony Gray - Gordon Greenidge - Desmond Haynes - Carl Hooper - Gus Logie - Malcolm Marshall - Patrick Patterson - Viv Richards - Richie Richardson - Phil Simmons - Courtney Walsh | - Aamer Malik - Abdul Razzaq - Haafiz Shahid - Ijaz Ahmed - Ijaz Faqih - Imran Khan - Javed Miandad - Moin-ul-Atiq - Mudassar Nazar - Naved Anjum - Rameez Raja - Saleem Malik - Saleem Yousuf - Saleem Jaffar - Shoaib Mohammad - Tauseef Ahmed - Wasim Akram - Zakir Khan |

## One-Day Internationals

### Erstes ODI in Kingston
| 12. März Scorecard | Kingston | West Indies 241-4 (46/46)       | – | Pakistan 194-7 (46/46) |
|                    |          | West Indies gewinnt mit 37 Runs |   |                        |

### Zweites ODI in St John’s
| 15. März Scorecard | St. John’s | Pakistan 315-4 (47/47)          | – | West Indies 265 (43.3/47) |
|                    |            | West Indies gewinnt mit 50 Runs |   |                           |

### Drittes ODI in Port of Spain
| 18. März Scorecard | Port of Spain | West Indies 315-4 (47/47)       | – | Pakistan 265 (43.3/47) |
|                    |               | West Indies gewinnt mit 50 Runs |   |                        |

### Viertes ODI in Port of Spain
| 20. März Scorecard | Port of Spain | Pakistan 271-6 (43/43)            | – | West Indies 272-3 (40.1/43) |
|                    |               | West Indies gewinnt mit 7 Wickets |   |                             |

### Fünftes ODI in Georgetown
| 30. März Scorecard | Georgetown | Pakistan 221-7 (43/43)            | – | West Indies 225-3 (37/43) |
|                    |            | West Indies gewinnt mit 7 Wickets |   |                           |

## Tests

### Erster Test in Georgetown
| 2. – 6. April Scorecard | Georgetown | West Indies 292 (80.4) & 172 (62.4) | – | Pakistan 435 (122) & 32-1 (3.3) |
|                         |            | Pakistan gewinnt mit 9 Wickets      |   |                                 |

### Zweiter Test in Port of Spain
| 14. – 19. April Scorecard | Port of Spain | West Indies 174 (53.3) & 391 (124.4) | – | Pakistan 194 (59.1) & 341-9 (129) |
|                           |               | Remis                                |   |                                   |

### Dritter Test in Bridgetown
| 22. – 27. April Scorecard | Bridgetown | Pakistan 309 (74.4) & 262 (93.5)  | – | West Indies 306 (84) & 268-8 (77) |
|                           |            | West Indies gewinnt mit 2 Wickets |   |                                   |